# Бор-э-Бар
Бор-э-Бар (фр. Bor-et-Bar, окс. Vòrs e Bar) — коммуна во Франции, находится в регионе Окситания. Департамент — Аверон. Входит в состав кантона Нажак. Округ коммуны — Вильфранш-де-Руэрг.
Код INSEE коммуны — 12029.
Коммуна расположена приблизительно в 520 км к югу от Парижа, в 85 км северо-восточнее Тулузы, в 45 км к юго-западу от Родеза.

## Население
Население коммуны на 2008 год составляло 184 человека.
| 1962 | 1968 | 1975 | 1982 | 1990 | 1999 | 2008 |
| ---- | ---- | ---- | ---- | ---- | ---- | ---- |
| 282  | 315  | 285  | 241  | 206  | 203  | 184  |

## Экономика

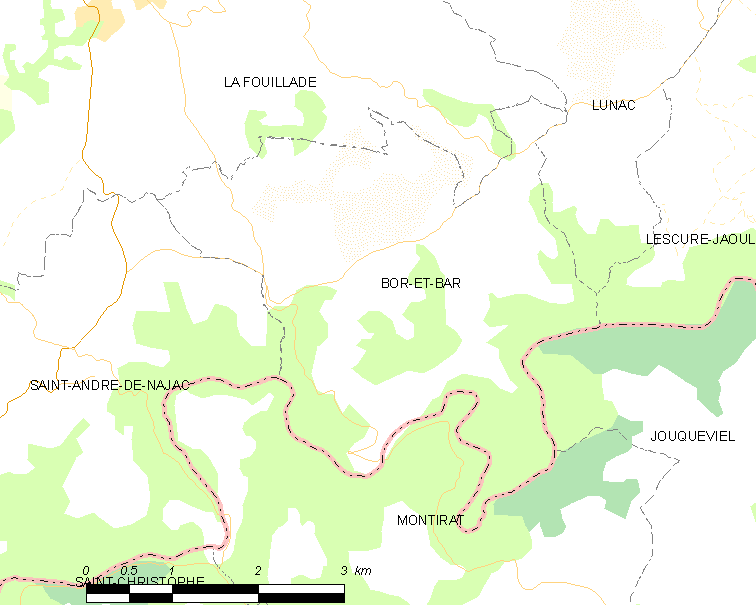
Карта коммуны

В 2007 году среди 96 человек в трудоспособном возрасте (15—64 лет) 65 были экономически активными, 31 — неактивными (показатель активности — 67,7 %, в 1999 году было 69,4 %). Из 65 активных работали 56 человек (33 мужчины и 23 женщины), безработных было 9 (2 мужчин и 7 женщин). Среди 31 неактивных 5 человек были учениками или студентами, 11 — пенсионерами, 15 были неактивными по другим причинам.